# Schwartziella yragoae
Schwartziella yragoae is een slakkensoort uit de familie van de Rissoidae. De wetenschappelijke naam van de soort is voor het eerst geldig gepubliceerd in 2003 door Rolán & Hernández.